# Jean Frusneau
Jean Frusneau, seigneur de La Noë, fut maire de Nantes de 1586 à 1587.